# موليون (أسطورة)
موليون (بالإنجليزية: Mullion)‏ نسر في أساطير استراليا، اعتاد أن یبني عشه على قمة شجرة كبيرة ومرتفعة جدا تكاد تصل إلى السماء. ومن هذا العلو الشاهق يستطيع أن ينقض على فريسته ويحضرها كطعام لصغاره. وفي محاولة لوضع حد الأعمال النسر، قرر زعيمان من زعماء القرية تسلق الشجرة واشعال النار في العش الموجود في قمتها. حاول أولهما، لكنه لم يستطع أن يصل إلى قمة الشجرة. وحاول الثاني لكنه سرعان ما عاد منهكا، ليقول أنه عجز هو الآخر من الوصول إلى القمة. غير أن الحقيقة أنهما اشعلا النار في قمة الشجرة، وهبطا بسرعة، وأرادا أن يبتعدا تماما من مكان الشجرة، وشيئا فشيئا بدأت النيران تلتهم الشجرة من القمة حتى الجذور حتی أتت عليها تماما. واليوم يقال إنه يمكن تعقب آثار التجويف في الأرض حيث نمت الجذور يوما ما.